# Каплиця Воскресіння (Брюссель)
Каплиця Воскресіння Христового або Каплиця Європи (фр. Chapelle de la Résurrection, голл. Verrijzeniskapel) — католицька церква в центрі європейського кварталу Брюсселя. Будівля збудована в XV ст. і спочатку знаходилася у центрі міста. У 2001, після значної реставрації, церква одержала свою нинішню назву.

## Історія
У рамках реструктуризації центру міста каплиця була перенесена на теперішнє місце. Будівля була частиною жіночого монастиря. У 1989 році сестри вирішили продати монастир. Каплиця була повністю відремонтована і реставрована у 1999—2000 з пожертвувань і внесків Католицької Єпископської Конференції Європи (COMECE), Конференції Європейських Церков (CEC), Товариства Ісуса, King Baudouin Foundation і багатьох інших установ. 25 вересня 2001 архієпископ кардинал Годфрід Даннелс офіційно відкрив нову церкву.

## Приход
Каплиця Воскресіння Христового не є парафіяльною церквою. Через своє особливе положення в діловому районі, недалеко від європейських організацій (Рада Європейського Союзу, Європейський Парламент, Європейська Комісія тощо), використовується як місце для дискусій, зустрічей і молитви. Крім Євхаристії, два рази на місяць проводяться недільні служби.

## Інтер'єр

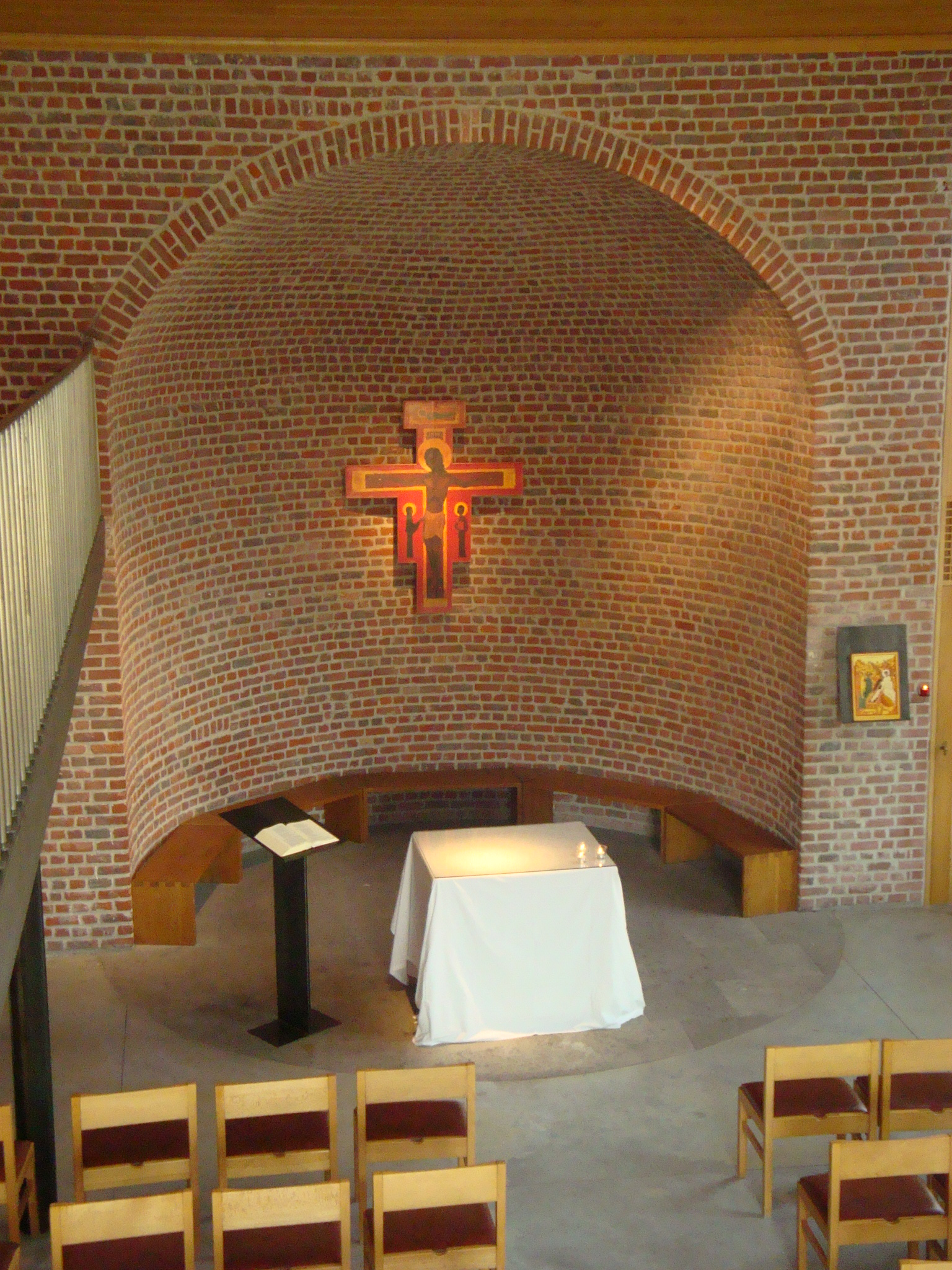
Інтер'єр
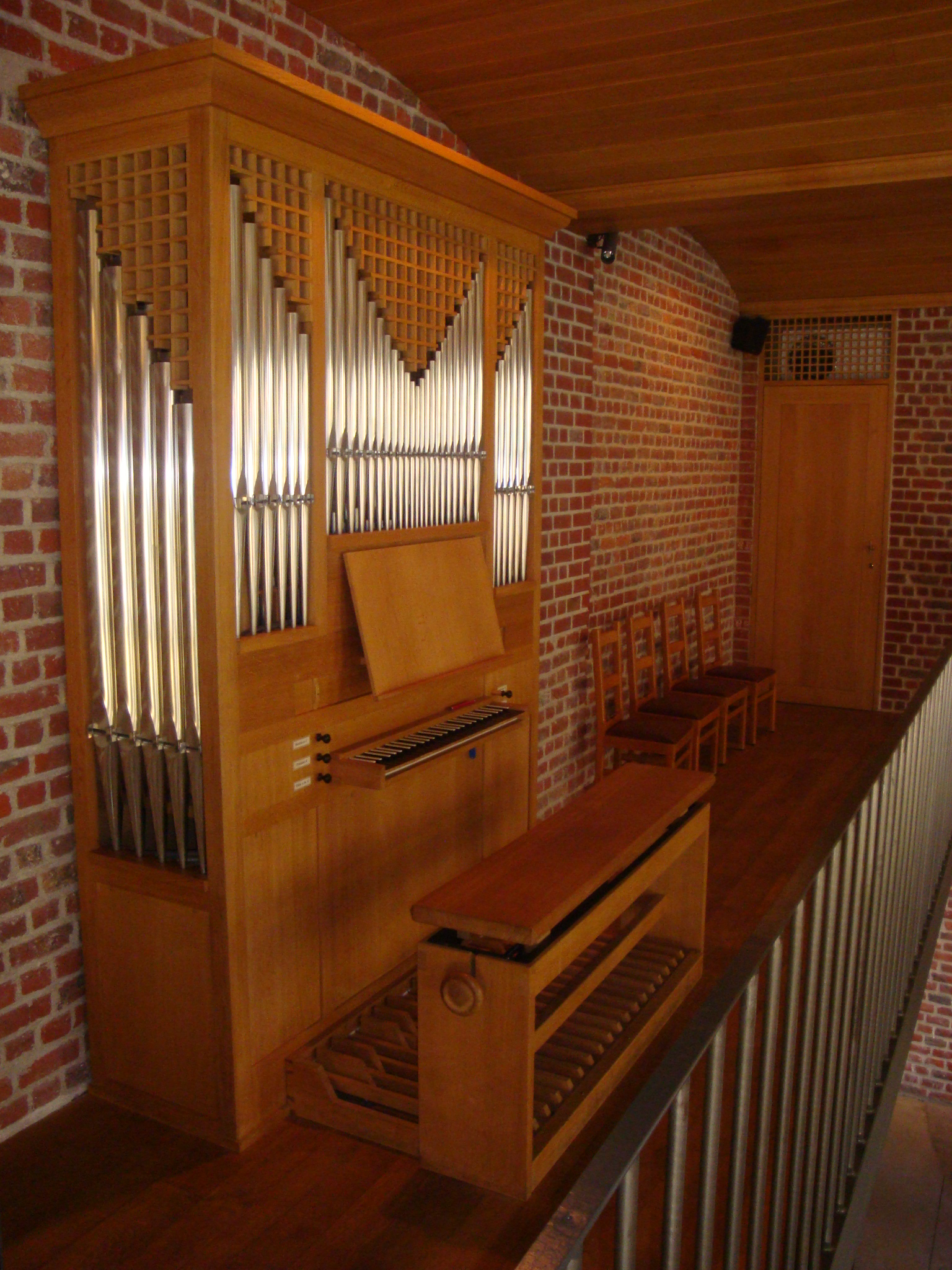
Орган
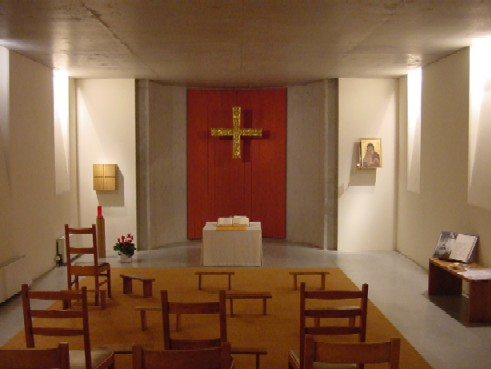
Крипта
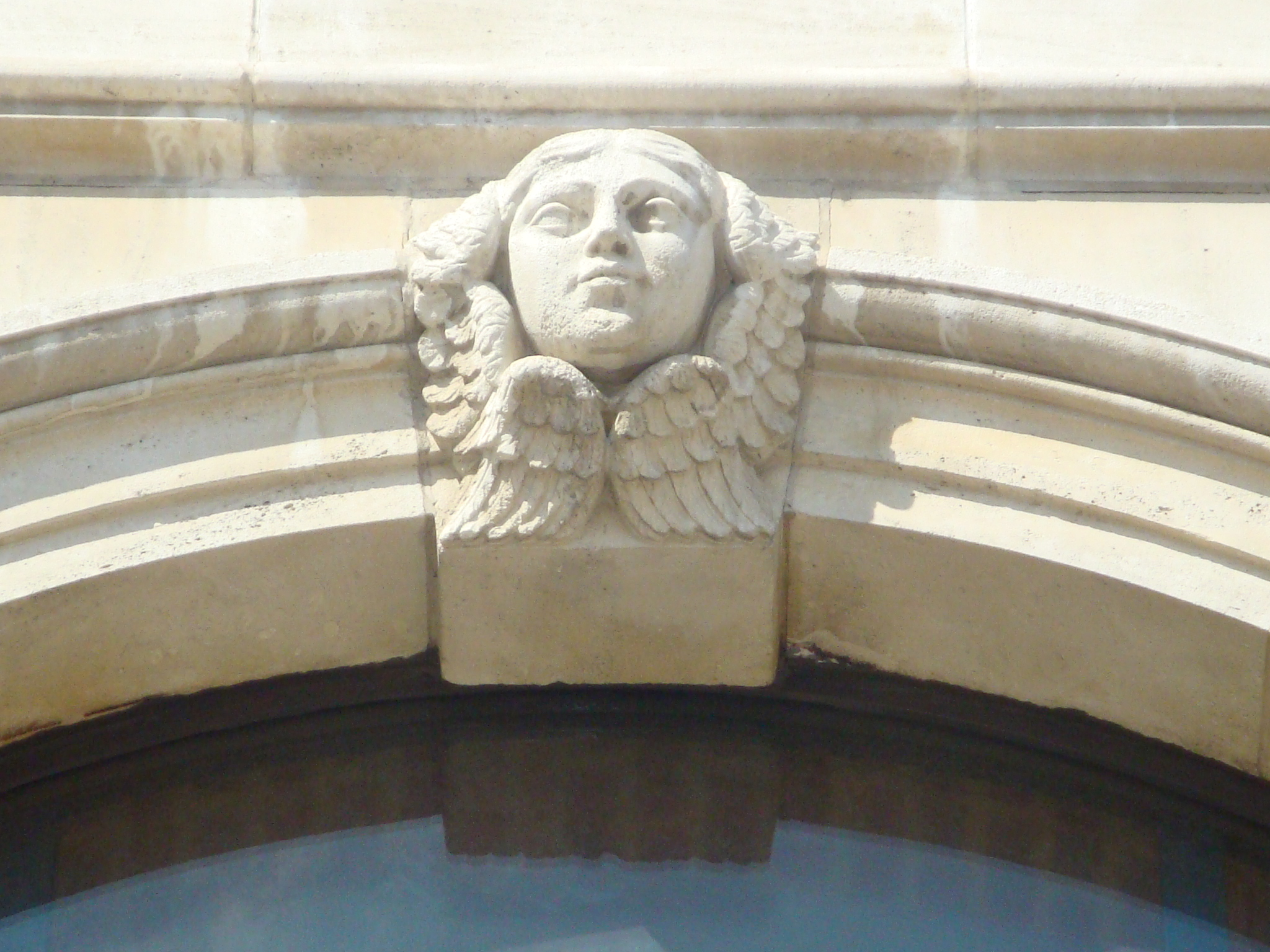
Фасад